# Люксембург на «Евровидении-1960»
Люксембург принимала участие в Евровидении 1960, проходившем в Лондоне, Великобритания. Её представил Камилло Фельген с песней «So laang we’s du do bast», выступавший под номером 3. В этом году страна заняла последнее, тринадцатое место, получив 1 балл. Комментатором конкурса от Люксембурга в этом году стал Жак Навадик.

## Страны, отдавшие баллы Люксембургу
Каждая страна имела жюри в количестве 10 человек, каждый человек мог отдать очко понравившейся песне.
| Отдали Люксембургу… |
| 1 балл              |
| ------------------- |
| Италия              |

## Страны, получившие баллы от Люксембурга
| 5 баллов | Великобритания                            |
| 1 балл   | Дания, Монако, Швейцария, Италия, Франция |